# Marcus Valerius Messalla Corvinus (konsul 31 f.Kr.)
Marcus Valerius Messalla Corvinus, född 64 f.Kr., död 8 e.Kr., romersk militär och statsman.
Messalla Corvinus var en av Octavianus (sedermera kejsar Augustus) mest framgångsrika militärer. Han förblev emellertid principellt republikan. Han var högt bildad, en framstående orator och författade memoarer samt främjade konst och litteratur.